# Odor
Odor (lateinisch für ‚Geruch‘, ‚Duft‘; ‚Gestank‘, ‚Wohlgeruch‘, ‚Geruchssinn‘) ist die Bezeichnung für den spezifischen von einem Duftstoff entwickelten Geruch, der mit dem Geruchssinn wahrgenommen wird. Konzentrationsabhängig und je nach Situation und wahrnehmendem Subjekt kann der Odor als mehr oder weniger angenehmer Duft oder auch Gestank empfunden werden.

## Beschreibung
Lebewesen strömen nicht nur mit ihren Körperausdünstungen Gerüche aus, die wesentlich von den gewählten Nährstoffen und dem für sie typischen Stoffwechsel bestimmt werden und so kennzeichnend sein können für eine Lebensweise, dass an ihnen in diesem Sinn eine Art erkennbar wird. Darüber hinaus bilden die meisten auch situationsabhängig besondere Substanzen, die Signalcharakter haben, wie beispielsweise Pheromone. Bei zahlreichen Tierarten spielen solche Duftstoffe für das innerartliche Sozialverhalten eine tragende Rolle, siehe z. B. die Kommunikation bei Hausmäusen, die bei Honigbienen oder die bei Ameisen (welche dann etwa ein Ameisenbläuling benutzt). Lockend oder blockend regeln diese Stoffe Annäherung und Abstand, legen Zugehörigkeiten fest, veranlassen die Bildung von Gruppen und Paaren, markieren territoriale Abgrenzungen oder die Zuordnung von Plätzen im Raum und lösen synchrone Verhaltensmuster aus, bis hin zu Formen des Sexualverhaltens.

## Bedeutung bei Menschen
Auch der Mensch hat besondere Duftdrüsen, die den Geruch seines Körpers differenziert verändern und bestimmte Regionen mit einem signalisierenden Odor belegen können, abhängig von der Gefühlslage. Je nach Situation und Stimmung kann ein Körpergeruch beim Gegenüber auch Zuneigung oder Abneigung hervorrufen und insofern eine Atmosphäre schaffen. In zahlreichen Kulturen ist es daher verbreitet, den körpereigenen Geruch von außen her zu beeinflussen. Durch Rituale der Desodorierung wird dieser Odor (ähnlich wie bei der Desodoration durch Chlorophylle) vermindert und kann durch Auftragen körperfremder Duftstoffe als Parfüms ersetzt, ergänzt oder überdeckt werden.

## Verwendung von Odoriermitteln
Als Odeur bezeichnet ein Parfümeur das (als wohlriechend vermutete) Bouquet einer Duftkomposition, die der Anwender – im selten geprüften Glauben – einsetzt, damit die Attraktivität im persönlichen Umgang zu erhöhen.
Odorierung heißt auch die Anreicherung von nahezu geruchslosen Stoffen wie z. B. Erdgas mit intensiv riechenden Substanzen als Odoriermittel, um sie besser wahrnehmbar und den Umgang mit ihnen dadurch sicherer zu machen.
Den gegenteiligen Effekt versuchen manche Säugetiere der Ordnung Carnivora, auch Hunde, zu erreichen, indem sie ihr Fell mit anders riechenden Substanzen zu imprägnieren suchen, sodass der anhaftende Geruch es möglichen Beutetieren erschwert, Witterung aufzunehmen.